# Enzianmord
Enzianmord hat sich als Bezeichnung für ein Tötungsdelikt etabliert, dem 1967 ein 23-jähriger Mann versehentlich zum Opfer fiel. Dieser trank einen ihm spendierten und mit Blausäure versetzten Enzianschnaps, der nach der Planung der Täter einer anderen Person zugedacht war. Der Fall rief ein umfangreiches Medienecho hervor.

## Hergang
Während eines Lehrganges beim Deutschen Wetterdienst im Fliegerhorst Fürstenfeldbruck erhielt der 26-jährige Lehrgangsteilnehmer Manfred Müller am 10. Februar 1967 von einem unbekannten Absender ein Paket. Darin befand sich ein Krug Enzian-Schnaps, eine Packung Katzenzungen und ein Zettel mit der Aufschrift „Gruß aus der Pfalz, aber alleine trinken und mit Genuß“. Da er Enzianschnaps nicht mochte, trank er diesen zunächst nicht. Am 14. Februar 1967 schenkte Müller seinem erkälteten Stubenkameraden Albert Blumoser aus Erding und sich selbst je ein Glas Schnaps aus dem Krug ein, den er mit dem Paket erhalten hatte. Nachdem Blumoser das Glas in einem Zug geleert hatte, stellte er erschrocken fest, dass er „wie Essig“ schmeckte. Daraufhin verzichtete Müller auf das Schlucken des Getränks. Müller setzte das Glas wieder ab, ohne getrunken zu haben. Kurze Zeit später verspürte Blumoser Übelkeit. Er brach daraufhin zusammen. Noch am gleichen Abend starb er im Krankenhaus. Man stellte später bei ihm eine Blausäurevergiftung fest.

## Ermittlungen
Untersuchungen über die Enzianschnaps-Herkunft blieben zunächst erfolglos. Das Paket war aus Stuttgart abgeschickt worden. Es konnte zwar der Postbeamte ermittelt werden, der das Paket angenommen hatte, jedoch war dieser außerstande, nähere Angaben zu der Frau zu machen, die es aufgegeben hatte.
Es wurden Hinweise darauf gefunden, dass die in Kempten wohnende Ehefrau des Paketempfängers (Christel Müller) möglicherweise eine außereheliche Beziehung unterhielt. Ihr mutmaßlicher Liebhaber, der Kraftfahrzeug-Mechaniker Wilhelm Leinauer, und sie gerieten unter Verdacht und wurden verhaftet. Die Polizei fand heraus, dass ein Freund Leinauers, der in einem Galvanik-Betrieb arbeitete, das Gift besorgt hatte. Die Beschuldigten räumten daraufhin das Versenden des Pakets ein, stritten jedoch eine Tötungsabsicht ab. In dem Strafprozess, der nach neun Monaten am Landgericht München II stattfand, schilderten die zwei Beschuldigten unterschiedliche Versionen des Herganges, blieben aber bei ihrer Aussage, dass sie niemanden hatten umbringen wollen.
Christel Müller und Wilhelm Leinauer wurden schließlich wegen versuchten Mordes (bzgl. Manfred Müller) und fahrlässiger Tötung (bzgl. Albert Blumoser) zu jeweils 15 Jahren Haft verurteilt. Beide wurden nach zwei Dritteln der Haftzeit wegen guter Führung entlassen und lebten danach jeder für sich, ohne wieder straffällig zu werden.

## Verfilmung
Die Autorin und Regisseurin Sissi Hüetlin griff den Fall auf und drehte darüber auf Grundlage von Archivmaterial, Aktenrecherche und Interviews 2009 einen 45-minütigen Dokumentarfilm mit dem Titel Der Enzianmord – wenn Frauen morden. Der Film lief am 5. Oktober 2012 im Rahmen einer dreiteiligen Reihe im Fernsehsender 3sat.

## Vergleichbarer Fall 2006
Im Dezember 2006 verstarb ein Mitarbeiter der Siegfried PharmaChemikalien Minden, nachdem er von einer mit Zyanid vergifteten Limonade getrunken hatte, die er selbst seit längerem im Kühlschrank eines Pausenraumes deponiert und auch davon getrunken hatte. Im Zuge der nachfolgenden Ermittlungen wurde eine zweite vergiftete Flasche bei einem Mitarbeiter entdeckt. Es konnte nicht ermittelt werden, wer die Flaschen vergiftet hatte, jedoch vermutete man eine Racheaktion in Bezug auf einen Stellenabbau bei dem Unternehmen. Der Fall ist bis heute nicht aufgeklärt.